# Hell's Unleashed
Hell's Unleashed è il sesto album in studio del gruppo musicale death metal svedese Unleashed, pubblicato dall'etichetta discografica Century Media Records nel 2002.

## Tracce
1. Don't Want to Be Born – 2:54
2. Hell's Unleashed – 2:15
3. Demoneater – 3:54
4. Fly Raven Fly – 4:15
5. Mrs. Minister – 3:01
6. Joy in the Sun – 3:05
7. Demons Rejoice – 3:07
8. We'll Come for You – 3:08
9. Triggerman – 2:34
10. Dissection Leftovers – 2:47
11. Peace, Piece by Piece – 1:58
12. Burnt Alive – 4:01
13. Your Head is Mine – 3:32
14. Made in Hell – 3:14

Durata totale: 43:45

## Formazione
- Johnny Hedlund – voce, basso
- Fredrik Folkare – chitarra
- Tomas Olsson – chitarra
- Anders Schultz – batteria